# Hypoglycaemia factitia
Die Hypoglycaemia factitia (gr.-lat. „herbeigeführte Unterzuckerung“) ist ein Krankheitsbild, bei dem es durch gezielte Selbstverabreichung von blutzuckersenkenden Mitteln zu einem gewollten Absenken des Blutzuckers kommt.

## Diagnose
Das diagnostische – allerdings schwer nachweisbare – Kriterium ist die willentliche Verursachung der Blutzuckersenkung durch den Patienten. Dabei werden von den Patienten niedrige Blutzuckerwerte durch Einnahme von blutzuckersenkenden Medikamenten (vorwiegend Sulfonylharnstoffe) oder auch durch selbst verabreichtes Insulin provoziert. Im Rahmen eines Münchhausen-Syndroms können so ärztliche Aufmerksamkeit und Krankenhausaufenthalte erzwungen werden.
- Sulfonylharnstoffabbauprodukte können im Urin oder Serum nachgewiesen werden.
- Injektionsstellen des Insulins können so verdeckt liegen, dass sie der Untersuchung entgehen. Ein Nachweis im Blut ist nur indirekt möglich. Insulinpräparate enthalten kein C-Peptid. Daher ist bei der Insulin-induzierten Hypoglycaemia factitia zwar der Insulin- nicht jedoch der C-Peptid-Spiegel erhöht. Parallel zum C-Peptid muss der Blutzucker und der Insulinspiegel im Blut bestimmt werden.[1]

Das Erkrankungsbild findet sich gehäuft bei weiblichen, im Gesundheitswesen beschäftigten Personen.

## Differentialdiagnose
- Die Hypoglycaemia factitia stellt eine wichtige Differentialdiagnose bei allen Hypoglykämien dar, die bei Diabetikern und Nicht-Diabetikern auftreten.
- Hypoglykämien können im Rahmen einer Therapie des Diabetes mellitus durch blutzuckersenkende Medikamente auftreten.
- Eine Erkrankung, die zu Hypoglykämien führen kann, ist das Insulinom, ein Insulin produzierender Tumor, der laborchemisch gut nachgewiesen werden kann.